# Christophe Roux
Christophe Roux (n. 27 iulie 1983, satul Verbier, Elveția) este un schior elvețian, care a concurat la Jocurile Olimpice de iarnă de la Vancouver (2010) din partea Republicii Moldova. El este cetățean moldovean naturalizat.

## Cariera sportivă
Christophe Roux provine din Cantonul Valais și este fiul fostului schior Philippe Roux (n. 1952), participant la Jocurile Olimpice de iarnă de la Innsbruck (1976). Christophe Roux este puternic susținut de tatăl său, Philippe Roux. El este antrenat de Hans Daniel Fahrner.
Împreună cu compatriotul său Urs Imboden și cu italianul Sascha Gritsch, a cărui carieră a luat sfârșit în urma unei accidentări grave, a format "Legionärs-Alpinteam" (Legiunea Alpină) a Republicii Moldova. În anul 2006 celor trei sportivi li s-a acordat cetățenia Republicii Moldova  pentru a primi dreptul să reprezinte această țară la competițiile internaționale de schi alpin. 
Christophe Roux a debutat la competițiile de Cupă Mondială de Schi Alpin la 10 decembrie 2006, dar nu s-a clasat niciodată în primele 30 de locuri, în orice competiție de Cupă Mondială. El a concurat ca reprezentant al Moldovei la Campionatul Mondial de Schi Alpin de la Åre (2007), terminând pe locul 61 în proba de slalom super-uriaș. La Campionatul Mondial de Schi Alpin de la Val d'Isère (2009) s-a clasat pe locul 36 la slalom uriaș și a abandonat la proba de slalom. S-a calificat pentru a participa la Jocurile Olimpice.
Elvețienii naturalizați moldoveni Christophe Roux și Urs Imboden au concurat la Jocurile Olimpice de iarnă de la Vancouver (2010) , ca membri ai delegației Republicii Moldova. Roux s-a clasat la slalom pe locul 28 din 102 concurenți și la slalom uriaș pe locul 44 din cei 86 participanți.  Locul 28 obținut de Roux a reprezentat cel mai bun rezultat obținut de întreaga delegație a Republicii Moldova.